# Palicus gracilis
Palicus gracilis är en kräftdjursart som först beskrevs av Sidney Irving Smith 1883.  Palicus gracilis ingår i släktet Palicus och familjen Palicidae. Inga underarter finns listade i Catalogue of Life.